# 狼狗

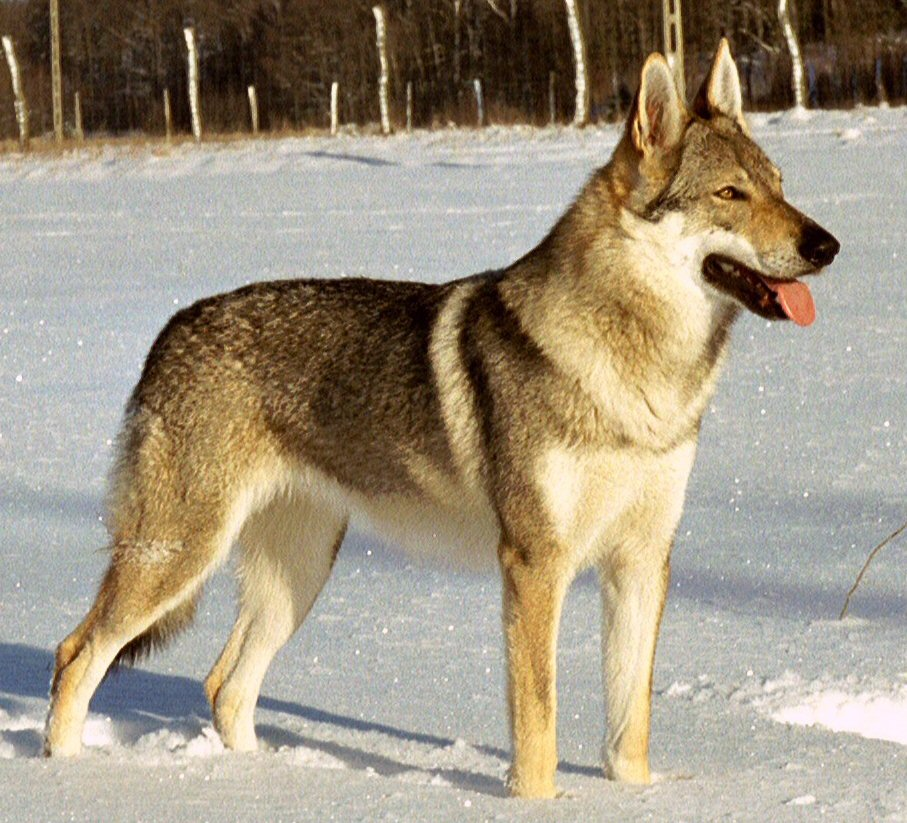
捷克斯洛伐克狼狗

狼狗是狗和狼交配所得的動物。因為狗本身就是狼的一個亞種，因此狼狗與騾子不同，並非雜種，故牠們具生育能力。在古代，狼狗只會因母狗在發情期時逃走與公狼交配而得到。現時主要的狼狗品種有：
- Saarloos狼狗：德國牧羊犬和動物園內的狼的後代，以配種者Leendert Saarloos（1884年11月16日-1969年1月13日）命名[1]。比捷克斯洛伐克狼狗更有責任感。
- 捷克斯洛伐克狼狗：德國牧羊犬和喀爾巴阡狼的後代，在1955年在捷克斯洛伐克進行的一個生物學實驗培育出來。